# Deividas Taurosevičius
Deividas Taurosevičius (28 de agosto de 1977) é um lutador lituano de artes marciais mistas (MMA). Ele luta atualmente no Ring of Combat, tendo tido participações no Bellator e WEC.